# Kettenburg (Adelsgeschlecht)

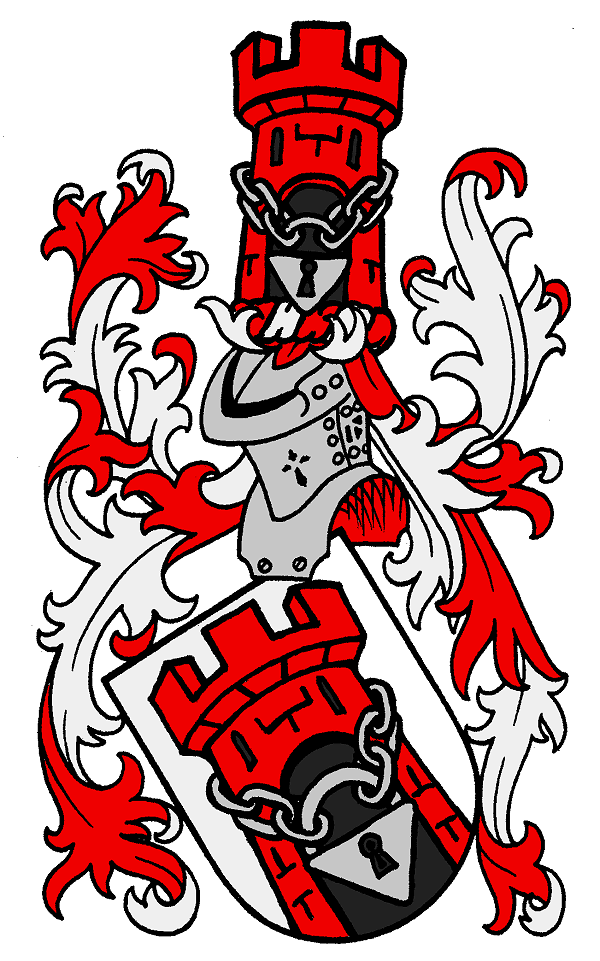
Stammwappen derer von der Kettenburg

Von der Kettenburg ist der Name eines ursprünglich lüneburgischen, später vor allem in Mecklenburg begüterten Adelsgeschlechts.

## Geschichte

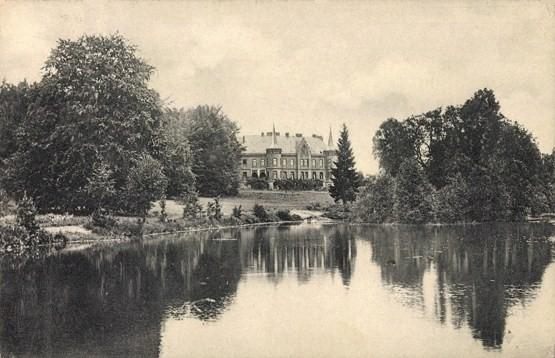
Schloss Kettenburg

### Anfänge
Bei Visselhövede war zwischen 1340 und 1347 eine erste Burg Kettenburg gebaut worden. Diese Motte diente den Lüneburger Fürsten zur Sicherung gegen das Stift Verden. 1371 wurde sie von Herzog Magnus von Braunschweig-Lüneburg dem Bischof von Verden verpfändet, 1383 abgebrochen. Das Geschlecht derer von der Kettenburg erscheint, zuerst nach seinem ministerialen Amt des Vogts benannt, 1344–1365 urkundlich so im lüneburgischen Lehensregister. Die ununterbrochene Stammreihe beginnt mit Johann Voged, 1462 tot. 1470 trat dessen Sohn Johann Voget (der Jüngere, urkundlich 1462–1499), bereits mit Hünzingen belehnt, seine Höfe zu Valbeck und Stellichte an Otto von Braunschweig-Lüneburg ab und wurde dafür im Tausch mit Burgstelle, Mühlenstelle und Teich zur Kedenborg belehnt. Dazu erhielt er von seinem Lehnsherren die Erlaubnis, dort für sich eine Veste bauen zu dürfen. 1488 nannte er sich Johann von der Kedenborg, anders geheten Johann Voged, ein anderes Mal Johann Voged, Johanns seeligen Sohn, alias geheten van der Kedenborg. Vermutlich war inzwischen der Bau der zweiten Kettenburg erfolgt. Er war fürstlich lüneburgischer Rat und Großvogt in Celle und hatte vom Stift Verden die Vogtei Rotenburg pfandweise inne. Aus seiner Ehe mit Catharina von Mandelsloh hatte er einen Sohn, Johann von der Kettenburg auf Kettenburg und Hünzingen. Dieser heiratete eine von Ahlden. Aus dieser Ehe stammte Johann von der Kettenburg auf Kettenburg und Hünzingen, welcher aus der Ehe mit Gödell von Zarenhausen vier Söhne hinterließ.

### Linie in der lüneburgischen Stammheimat
Vom ältesten Sohn aus der Ehe Kettenburg-Zarenhausen, Christoph von der Kettenburg, wurde die lüneburgische Linie fortgesetzt. Seine Gemahlin war Catharina von Bicker, aus welcher Ehe Johann von der Kettenburg stammte, der wiederum mit Sophia von Honstedt verheiratet war. Deren Sohn Christoph Dietrich von der Kettenburg vermählte sich mit Sophie Elisabeth von Wittorff, aus welcher Ehe Johann Dietrich von der Kettenburg hervorging, der Christine von Borthfeld zur Frau nahm. Die Linie zu Kettenburg setzte Otto Heinrich Christoph von der Kettenburg fort, der mit Catharina Marie von Behr aus dem Hause Stellichte den Sohn Johann Friedrich von der Kettenburg hatte, der mit Margaretha Elisabeth von Skölln verheiratet war. Mit ihm erlosch die ältere Linie zu Kettenburg 1744 im Mannesstamm, so dass das Erbe an die mecklenburgischen Stammverwandten fiel.

### Linie in Mecklenburg

#### Wanderung über Holstein und Sachsen-Lauenburg
Einer der jüngeren Söhne aus der Ehe Kettenburg-Zarenhausen, Jürgen von der Kettenburg, wurde herzoglich sachsen-lauenburgischer Geheimer Rat und Besitzer der Güter Abbendorf und Thönen in Holstein. Sein Sohn aus seiner Ehe mit Margarethe von Schack aus dem Hause Hasendahl war Franz Heinrich (I.) von der Kettenburg, der Stammvater der mecklenburgischen Linie, die im 17. Jahrhundert in die Mecklenburgische Ritterschaft rezipiert wurde.

#### Familiengüterpolitik in Mecklenburg

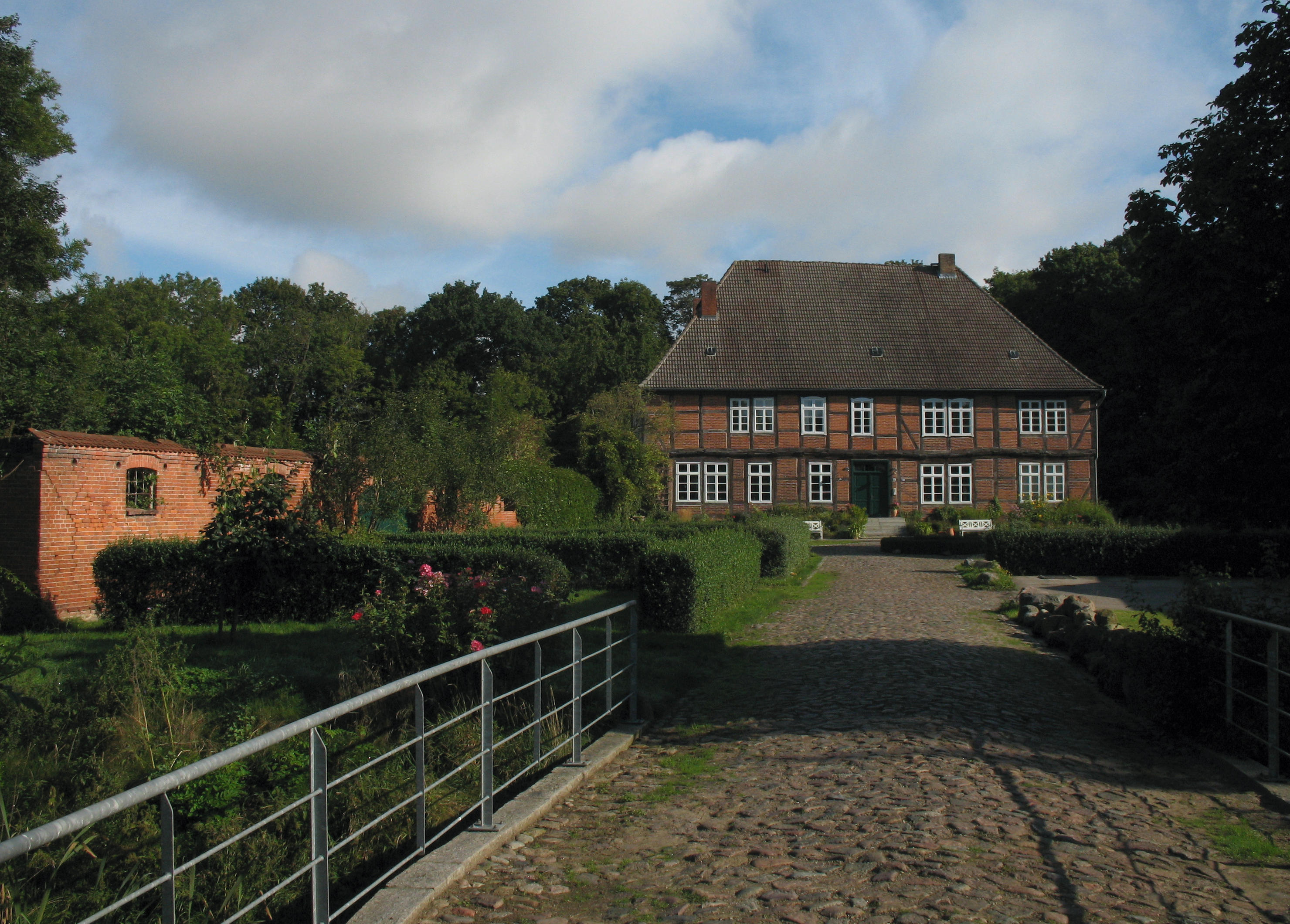
Gut Groß Wüstenfelde

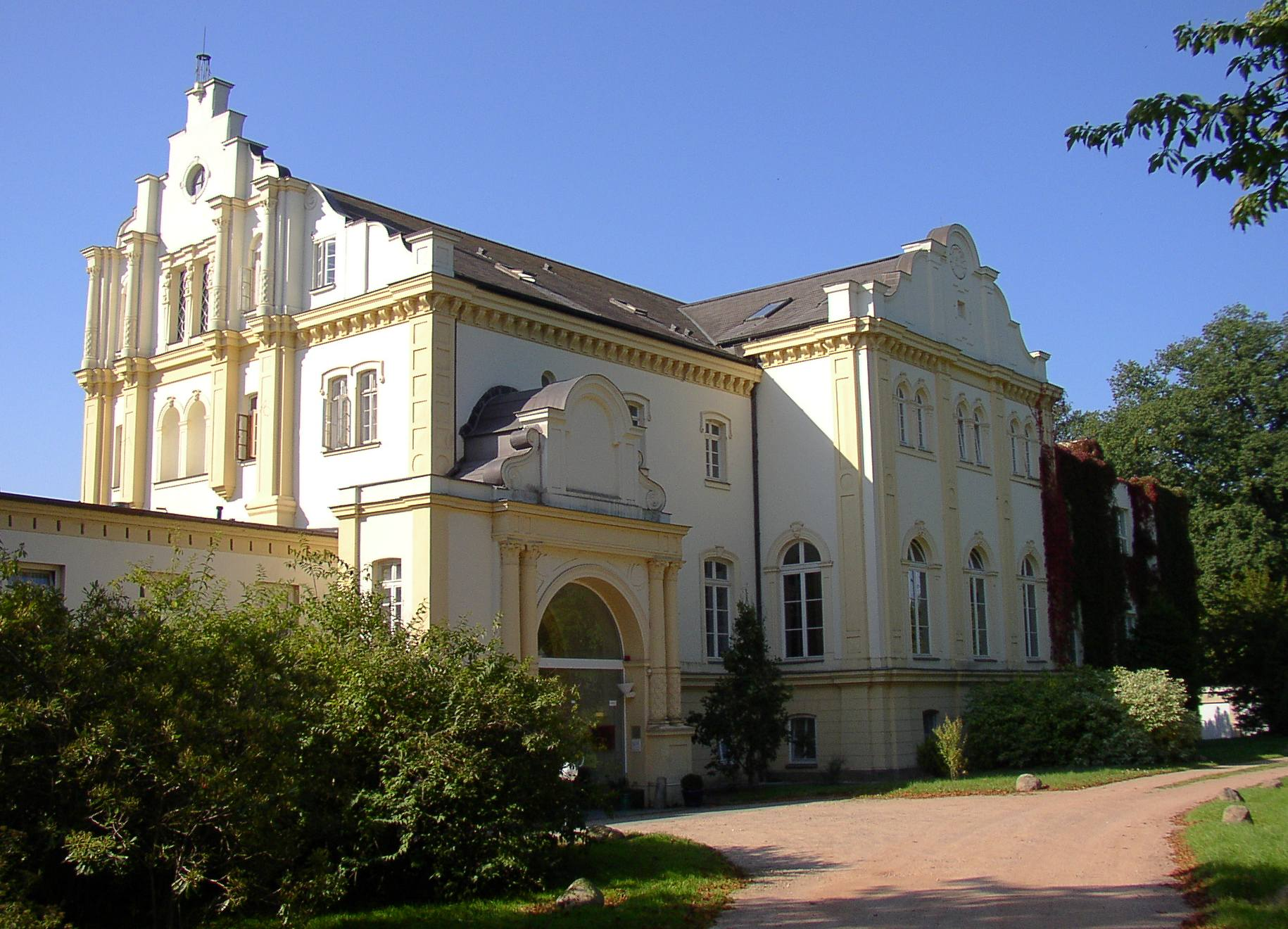
Schloss Matgendorf

Der herzoglich sachsen-lauenburgische Geheime Rat und Landdroste Franz Heinrich (I.) von der Kettenburg kaufte 1621 für 50000 Taler das Gut Wüstenfelde mit dem Ackerhof zu Schwetzin, dem Vorwerk zu Matgendorf (alle heute Ortsteile von Groß Wüstenfelde) und dem halben Teil an Schlakendorf von Hans Georg von Eibbeck zu Glienicke, Dyritz und Seegefeld, einem Brandenburger, der die Güter 1607 für 61433 Gulden gekauft hatte. Franz Heinrichs Lehnsbrief datiert von 1622. Nach seinem Tod 1641 trat eine vorübergehende Teilung der Güter ein, indem der ältere Sohn, Christoph von der Kettenburg, Matgendorf, der jüngere, August Julius (I.) von der Kettenburg, Wüstenfelde erhielt. Des jüngeren Sohnes einziger Erbe Franz Bogislaff kam 1662 im Zweikampf um, ohne leibliche Erben zu hinterlassen. Also vereinigte sein Onkel Christoph den Besitz wieder.
Christoph hinterließ zwei Söhne. Der ältere Sohn August Julius (II.) von der Kettenburg erhielt Wüstenfelde, der jüngere Cuno Hans von der Kettenburg bekam Matgendorf. Von Schwetzin, früher zum warnstedtischen Gut Schwasdorf gehörend, war schon vorher ein Teil an Matgendorf gekommen. Cuno Hans von der Kettenburg erwarb dazu 1681 auch den Teil, der noch im Besitz einer Witwe von Warnstedt geblieben war. Da sein Bruder August Julius (II.) 1678 bei seinem Tod fünf unmündige Söhne hinterließ, darunter Hans Friedrich von der Kettenburg (* 1671; † 1753), nahm Cuno Hans 1682 auch die Güter des Wüstenfelder Anteils in Pfand. Nach einer Angabe von 1702 war der Besitzstand der beiden Güter folgender: zu Wüstenfelde gehörte halb Schlakendorf und halb Perow, zu Matgendorf gehörte Schwetzin, Pohnstorf, die Hufen in Gehmkendorf und halb Perow.
Nachdem das erwähnte Pfandverhältniss aufgehört hatte, kam der älteste von Cuno Hans von der Kettenburgs fünf Neffen, der Hauptmann Christoph von der Kettenburg, zum Besitz von Gut Wüstenfelde mit Zubehör. Er verkaufte Schlakendorf und überließ den Besitz von Wüstenfelde 1739 seinem Sohn, dem herzoglich holsteinischen Oberschenken und Generallieutenant Adam Victor von der Kettenburg, der 1752 Schlakendorf zurückkaufte.
Cuno Hans auf Matgendorf starb 1729. Erbe von Schwetzin mit Pohnstorf wurde sein älterer Sohn, der Hauptmann Christoph Heinrich von der Kettenburg, der bei seinem Tod 1744, nachdem er noch 1744 Pohnstorf verkauft hatte, seinem siebenjährigen Sohn Schwetzin allein hinterließ. Erbe von Matgendorf mit den Hufen in Gehmkendorf und halb Perow aber wurde der jüngere Sohn von Cuno Hans, der Obristwachtmeister Franz Heinrich (II.) von der Kettenburg, der 1745 für 48200 Taler das bis 1622 zu Wüstenfelde gehörende Gut Vietschow mit der Meierei und dem zugehörigen Belitz dazukaufte.
Im Einschreibebuch des Klosters Dobbertin befinden sich neun Eintragungen von Töchtern der Familien von der Kettenburg aus Matgendorf, Wüstenfelde und Vietschow von 1738 bis 1809 zur Aufnahme in das adelige Damenstift. 1791 und 1808 lebten zwei von ihnen als Konventualinnen im Kloster Dobbertin.
Groß-Wüstenfelde war bis 1798 in Besitz der Nachkommen von Adam Victor von der Kettenburg geblieben, des holsteinischen Oberschenken und Generallieutenants. Seine beiden Söhne, Carl Friedrich Christoph und Peter August, bekleideten hohe Staatsämter im Dienst des letzten Markgrafen von Bayreuth. Carl Friedrich Christoph war markgräflicher Kammerpräsident († 1809 als königlich preußischer Staatsminister) und hatte 1780 seinem Bruder Peter August, markgräflich Geheimen Regierungsrat und Hofrichter, den alleinigen Besitz von Groß-Wüstenfelde überlassen. Dieser war ohne direkte Erben und wollte den entlegenen mecklenburgischen Besitz veräußern, was ihm aber erst nach langwierigen Verhandlungen mit seinen Lehnsvettern in Mecklenburg, besonders dem Rittmeister Cuno Heinrich Erich von der Kettenburg auf Schwetzin, der am Kauf interessiert war, und nach Abfindung der Lehnsvettern, gelang. Schließlich verkaufte er 1798 Groß-Wüstenfelde mit Schlakendorf für 132500 Taler an seinen bisherigen Pächter Christoph Wilhelm Stüdemann. Über mehrere Besitzerwechsel gelangte 1824 das Gut Groß-Wüstenfelde (ohne das auf dessen Kosten um 12000 Quadratruten vergrößerte und in Schrödershof umbenannte Schlakendorf) an die Gebrüder Oppenheimer aus Hamburg. Von diesen kam das Gut Groß-Wüstenfelde 1842 durch Kauf wieder in den Besitz derer von der Kettenburg zurück.

##### Erbe der lüneburgischen Stammgüter
1744 starb die Linie im lüneburgischen Kettenburg aus, und die dortigen Rittergüter Kettenburg und Hünzingen fielen als Gesamtbesitz an die verschiedenen in Mecklenburg vorhandenen Lehnsvettern. Franz Heinrich (II.) hinterließ zwei Söhne. Während die Vietschower Linie mit den fünf Söhnen seines älteren Sohnes, des Hauptmanns Magnus Friedrich von der Kettenburg ausstarb, setzte sein jüngerer Sohn, der Kammerjunker und Vizelandmarschall, Cuno Hans Josua von der Kettenburg (* 1735; † 1808) die Matgendorfer Linie fort. Mit Matgendorf und Perow vereinigte er einige Zeit hindurch die Güter Gottin und Tellow. In seinen späteren Lebensjahren überließ Cuno Hans Josua von der Kettenburg Gut Matgendorf seinem älteren Sohn Franz Heinrich (III.), dem jüngeren Johann Friedrich Gut Perow.
Johann Friedrich kam jedoch schon 1805 in den ungeteilten Besitz von Matgendorf und Perow, da sein älterer Bruder Franz Heinrich (III.) ohne Erben starb. Dazu kam 1813 Gut Schwetzin, als mit dem Enkel des Hauptmanns Christoph Heinrich von der Kettenburg, dem mecklenburgischen Kammerherrn und Dichter Cuno Ludwig, die dortige Linie erlosch, sowie 1825 der alleinige Besitz der lüneburgischen Stammgüter Kettenburg und Hünzingen, als er den einzig noch übrigen Lehnsvetter, Carl Friedrich von der Kettenburg zu Radegast, ausgekauft hatte.

#### Freiherr Kuno, Konvertit und Bauherr zu Matgendorf und Kettenburg
Der einzige Sohn und Nachfolger Johann Friedrichs war der Kammerherr Kuno August Peter von der Kettenburg auf Matgendorf, Perow, Schwetzin, Kettenburg und Hünzingen, welcher den Besitz 1842 durch den Wiedererwerb des alten Stammgutes Groß-Wüstenfelde durch Kauf von den Gebrüdern Oppenheimer in Hamburg abrundete. Das Herrenhaus auf Gut Matgendorf wurde 1851 durch einen Brand zerstört. An derselben Stelle ließ der damalige Besitzer Kuno von der Kettenburg, in den Jahren 1852–1856 das neue schlossähnliche Herrenhaus erbauen. Die Kettenburg vom Ende des 15. Jahrhunderts war um 1744 bereits verfallen und wurde von dem mecklenburgischen Erben durch ein neues Schloss mit Schlosskapelle, erbaut 1875 bis 1878, ersetzt. 1867 war durch den mecklenburgischen Kammerherrn die freiherrliche Familie auf Gut Kettenburg zum katholischen Glauben konvertiert, was die Gründung einer katholischen Kirchengemeinde am Ort nach sich zog. Kuno Freiherr von der Kettenburg war seit 1836 mit Thecla Freiin von Günderrode verheiratet und war durch diese Heirat 1837 Mitglied der altadeligen Ganerbschaft des Hauses Alten-Limpurg in Frankfurt am Main geworden. Die Familie gehörte im Königreich Hannover durch Besitz der Güter Kettenburg und Hünzingen im Lüneburgischen zum ritterschaftlichen Adel der lüneburgischen Landschaft. Die mecklenburgischen Besitzungen behielten die von der Kettenburg bis zum Verkauf um 1927 an die Mecklenburgische Landgesellschaft GmbH mit Sitz in Schwerin.

#### Erbtochter Marina muss Schloss Kettenburg abbrechen
1954 starb der Nachfahre des mecklenburgischen Kammerherrn Kuno auf Matgendorf und Kettenburg usw., Kuno Freiherr von der Kettenburg, worauf seine Tochter Marina Gräfin Droste zu Vischering von Nesselrode-Reichenstein (* 1921; † 1974) Gut und Schloss Kettenburg erbte. Das Schloss war um 1955 so ver- und mit Schwamm befallen, dass es im Jahr 1960 abgebrochen werden musste. Der Ehemann der Erbin von der Kettenburg, Clemens Graf Droste zu Vischering von Nesselrode-Reichenstein (* 1912), starb 1987 wie sie auf seinem Besitz, Burg Herrnstein. Das eigentliche Gut Kettenburg befindet sich bis heute im Besitz der Grafen Droste.

#### Emigration eines Kettenburg nach Spanien
Während der nationalsozialistischen Zeit in Deutschland gab es 1942–1943 ein Auslieferungsgesuch des Deutschen Reiches an das spanische Außenministerium wegen des wegen Hochverrat gesuchten Max Freiherr von der Kettenburg. Der nach Spanien emigrierte Kettenburg hatte sich über ein angebliches verwandtschaftliches Verhältnis zu Heß zu äußern, worauf er eine Verwandtschaft zu Himmler behauptete.

## Standeserhebungen
Österreichischer erblicher Freiherrenstand am 9. Dezember 1862 (Diplom Wien 22. März 1863), mecklenburg-schwerinische Anerkennung dessen vom 22. November 1872, für Kuno von der Kettenburg.

## Wappen

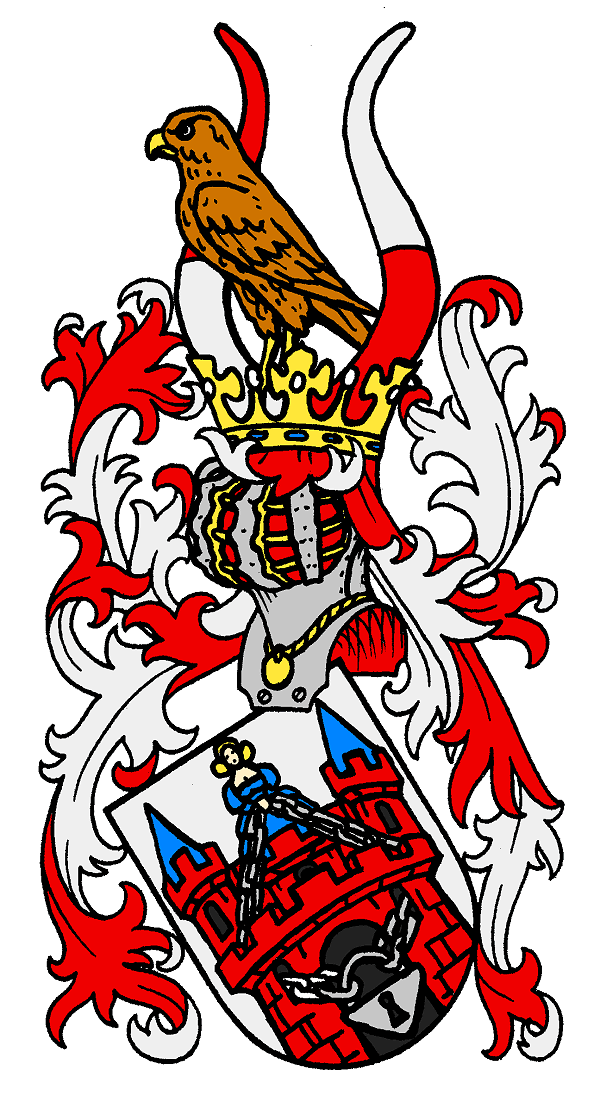
Späteres Wappen derer von der Kettenburg

Das ältere Stammwappen zeigt in Silber einen gezinnten roten Turm, um den außen eine eiserne Kette geschlungen ist, die vor dessen offenem schwarzen Tor durch ein Vorhängeschloss zusammengehalten wird. Auf dem Helm mit rot-silbernen Decken der Turm wie im Schild.
Später wurde das Stammwappen modifiziert und zeigt in Silber eine gezinnte rote Burg mit drei Türmen (im Alten-Limpurger Wappenbuch die beiden äußeren, in Konrad Tyroffs Wappenbuch auch der mittlere, blaubedacht): auf dem mittleren gezinnten Turm eine wachsende blaugekleidete Jungfrau mit goldenem Haar, in den gefalteten Händen eine goldene Kette haltend, die durch zwei Schießlöcher zum Tor herabhängt und vor diesem durch ein goldenes Vorhängeschloss zusammengehalten wird. Auf dem gekrönten Helm zwischen zwei von Rot und Silber über Eck geteilten Büffelhörnern ein rechtsgewandter sitzender silberner (oder naturfarbener) Falke. Die Helmdecken sind  silber und rot. In Varianten hält die mitunter auch weiß- oder rotgekleidete Jungfrau die Kette in ihren Händen, und der Falke trägt mitunter ein rotes oder goldenes Halsband.
Die Siebmacher-Nachfolgebände (1701) zeigen zwei Varianten: die erste, abgebildet in der Abteilung für den Braunschweigischen Adel, orientiert sich am älteren Stammwappen, allerdings fehlt die Kette, die zweite, abgebildet in der Abteilung für den Mecklenburgischen Adel, orientiert sich am jüngeren Stammwappen, allerdings fehlt auf dem Helm der Falke zwischen den Büffelhörnern. Dass die (spätere) mecklenburgische Variante -mit Falken- (die Helmzier weist Ähnlichkeit zu der im Wappen der lauenburg-mecklenburgischen/niedersächsischen Linie derer von Schack auf, aus welchem Geschlecht die Mutter des Stammvaters der Mecklenburger Kettenburg-Linie stammte, wobei die stilisierte Lilie auch die Grundform der Umrisse eines stilisierten Vogels beinhaltet) sich dann auch in der Lüneburger Stammheimat durchsetzte, erklärt sich daher, dass die im Lüneburgischen gebliebene Linie 1744 erlosch, worauf die mecklenburgischen Erben -als nächste Stammesverwandte- wieder in die Stammheimat rücksiedelten, und ihre Variante mitbrachten, wenn sie auch, wie im Frankfurter Patriziats-Wappenbuch zu sehen, als Reminiszenz die Turm-Helmzier gelegentlich auf einen zweiten Helm setzten.

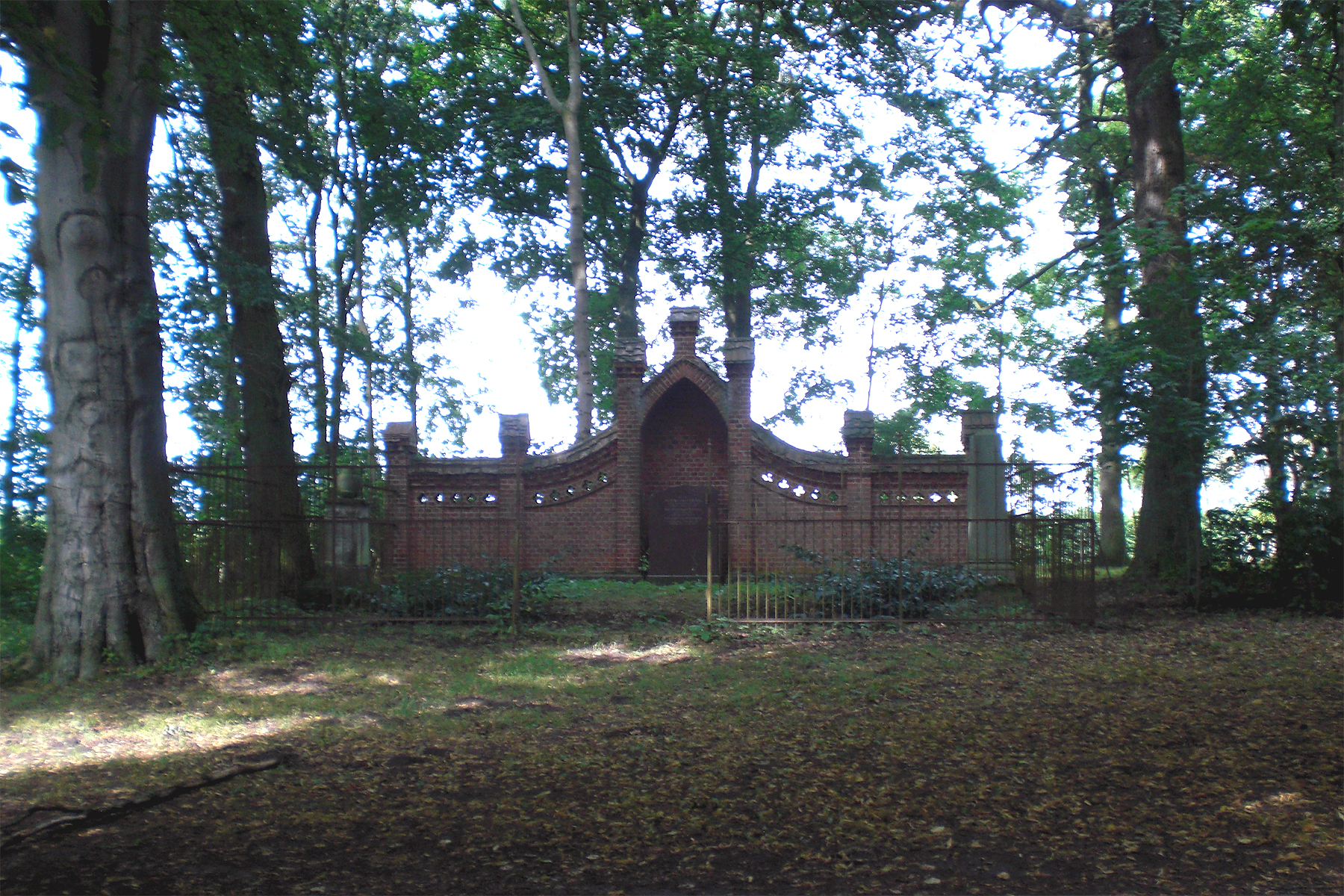
Familiengrablege auf Matgendorf

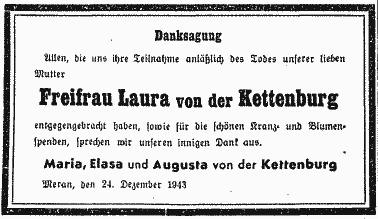
Parte für Freifrau Laura von der Kettenburg im Bozner Tagblatt vom 28. Dez. 1943

## Vertreter
- Adam Victor von der Kettenburg, holsteinischer Generalleutnant u. Amtmann in Tremsbüttel, Schwiegervater des Carl Hinrich von Saldern-Günderoth
- Hans Friedrich von der Kettenburg (1671–1753), mecklenburgischer u. holsteinischer Diplomat, Hofgerichtspräsident in Güstrow
- Helmuth Wilhelm von der Kettenburg († 1737), österreichischer Generalmajor, Kommandant von Carlstadt
- Friderike Elisabeth von Grabow, geb. von der Kettenburg (1705–1779), Dichterin und Erzieherin der Sophie Charlotte von Mecklenburg-Strelitz
- Carl Friedrich Christian von der Kettenburg († 1809), markgräflich brandenburg-bayreuther Kammer-Präsident, später königlich preußischer Minister
- Kuno Ludwig von der Kettenburg († 1813), mecklenburgischer Diplomat und Dichter (Tragödien „Diego“ und „Julianus Apostata“)
- Kuno von der Kettenburg (1811–1882), mecklenburgischer Gutsbesitzer, großherzoglich mecklenburg-strelitzer Kammerherr u. Ehrenritter des Malteser-Ordens
- Peter (Hans Joachim) von der Kettenburg (1926–1993),[18] Haus Matgendorf, Regierungsdirektor a. D.